# 胶州 (元朝)
胶州，元朝时设置的州。
元太祖二十二年（1227年）置，治所在胶西县（今山东省胶州市），属益都路。辖境相当今山东省即墨、青岛、胶州、高密等市地。明朝洪武初年，省胶西县入州。洪武九年（1376年），属莱州府。下辖两县：高密县、即墨县。清朝光绪三十年（1904年）升为胶州直隶州。1918年废州为县。